# Power Rangers (serie televisiva)
(Frase dei Power Rangers prima di trasformarsi per affrontare il mostro)
Power Rangers (Mighty Morphin Power Rangers) è una serie televisiva d'azione per ragazzi in tre stagioni, che ha dato il via al fortunato media franchise Power Rangers, prodotta dalla Saban Entertainment dal 1993 al 1995.
La serie è stata prodotta acquistando alcune scene (quasi tutte di combattimento, ad eccezione, per esempio, delle scene dei cattivi nella prima parte della serie) dal telefilm giapponese Kyōryū sentai Zyuranger, facente parte di Super sentai, con eroi che si trasformano e utilizzano giganteschi robot. Ad ogni serie giapponese ne corrisponde una dei Power Rangers (fanno eccezione quelle precedenti a Kyōryū sentai Zyuranger, Ressha sentai ToQger, Doubutsu sentai Zyuohger, Kaitou sentai Lupinranger VS keisatsu sentai Patranger e quelle da Mashin sentai Kiramager in poi).
Nelle tre stagioni prodotte sono state usate le scene di Kyōryū Sentai Zyuranger, Gosei Sentai Dairanger e Ninja Sentai Kakuranger.
In Italia la serie arrivò grazie ad Alessandra Valeri Manera e Nicola Bartolini Carrassi. Trasmessa da Italia 1 a partire dal 24 febbraio 1994 fu successivamente programmata da Canale 5 insieme ai cartoni animati (all'interno del contenitore per ragazzi Bim Bum Bam).
Nel gennaio 2010 il contenitore ABC Kids, presentato sulla rete americana ABC ha trasmesso una nuova versione della serie Mighty Morphin con aggiunta di effetti speciali, e di cui la Bandai America ha distribuito i nuovi giocattoli.

## Trama
Due astronauti, per errore, liberano la strega intergalattica Rita Repulsa e i suoi scagnozzi da una prigionia durata dieci millenni, i quali hanno l'intento di conquistare la Terra. Zordon, un grande saggio intrappolato millenni prima da Rita tra due dimensioni, aiutato dal fedele robot Alpha 5, raduna cinque giovani studenti (Jason Scott, Kimberly Hart, Zack Taylor, Billy Cranston e Trini Kwan) dell'immaginaria città californiana di Angel Grove per contrastare i piani della donna.
Zordon fa dei giovani una squadra di combattenti dotati di armi e di "zord" (robot da combattimento giganteschi), chiamati "Dinozord" e ispirati ai dinosauri. I cinque Dinozord uniti formano il potente Megazord, un titanico robot antropomorfo con cui ingaggiare lo scontro con i mostri nemici (ingigantiti dai poteri di Rita o Lord Zedd).
Durante il corso della prima stagione si unisce a loro anche Tommy Oliver (Green Ranger) che appare nella serie come Evil Green Ranger, fedele guerriero di Rita Repulsa. Dopo essere arrivato quasi sul punto di distruggere gli altri Ranger, torna in sé, essi lo redimono e si unisce al resto del gruppo, portando in dote il potente robot Dragonzord, che unito al Megazord, forma l'ancora più potente Megadragonzord.
Nella seconda stagione i Dinozord, fatti sprofondare nelle viscere della terra con la magia nera di Lord Zedd, vengono rimpiazzati e trasformati, grazie al tempestivo intervento di Zordon e di Alpha 5, nei Thunderzord (più potenti dei predecessori e più resistenti alla magia oscura di Lord Zedd), e nella terza (a causa della distruzione dei Thunderzord ad opera di Rito Revolto, fratello di Rita) dopo un viaggio alla scoperta del potere Ninja, dai Ninjazord e, successivamente, dagli Shogunzord (creati da Lord Zedd, basati sulla tecnologia del Ninja Falconzord e sui poteri di Ninjor, con l'obiettivo di costringere i Power Rangers a pilotarli per conquistare la terra ma, successivamente, dominati dai Power Rangers per usarli a fin di bene).

## Episodi
| Stagione         | Episodi | Prima TV USA | Prima TV Italia |
| ---------------- | ------- | ------------ | --------------- |
| Prima stagione   | 60      | 1993-1994    | 1994            |
| Seconda stagione | 52      | 1994-1995    | 1994-1995       |
| Terza stagione   | 33      | 1995         | 1995-1996       |

## Personaggi e interpreti

### Power Ranger
- Jason Lee Scott (stagione 1, ricorrente stagione 2), interpretato da Austin St.John, doppiato da Luca Bottale.
Primo Red Ranger e Primo Leader. Poteri del tirannosauro; arma: "spada del potere".
- Thomas "Tommy" Oliver (stagioni 2-3, ricorrente stagione 1), interpretato da Jason David Frank, doppiato da Gabriele Calindri.
Green Ranger. Poteri del drago; arma: pugnale-ocarina.
White Ranger. Poteri della tigre bianca; arma: spada Saba. Dopo avere assunto questa nuova identità, diventa il Nuovo Leader.
- Zack Taylor (stagione 1, ricorrente stagione 2), interpretato da Walter Emanuel Jones, doppiato da Nicola Bartolini Carrassi.
Primo Black Ranger. Poteri del mammut; arma: ascia.
- William "Billy" Cranston (stagioni 1-3), interpretato da David Yost, doppiato da Claudio Ridolfo.
Blue Ranger. Poteri del triceratopo; arma: lancia. È l’unico personaggio a fare parte del gruppo per tutta la durata della serie.
- Trini Kwan (stagione 1, ricorrente stagione 2), interpretata da Thuy Trang, doppiata da Roberta Gallina Laurenti.
Primo Yellow Ranger. Poteri dello smilodonte; armi: daghe.
- Kimberly Ann Hart (stagioni 1-2, ricorrente stagione 3), interpretata da Amy Jo Johnson, doppiata da Patrizia Scianca.
Primo Pink Ranger. Poteri dello pterodattilo; arma: arco.
- Rocky DeSantos (stagione 3, ricorrente stagione 2), interpretato da Steve Cardenas, doppiato da Gualtiero Scola.
Secondo Red Ranger.
- Adam Park (stagione 3, ricorrente stagione 2), interpretato da Johnny Young Bosch, doppiato da Patrizio Prata.
Secondo Black Ranger.
- Aisha Campbell (stagione 3, ricorrente stagione 2) interpretata da Karan Ashley, doppiata da Emanuela Pacotto.
Secondo Yellow Ranger.
- Katherine "Kat" Hillard (stagione 3), interpretata da Catherine Sutherland, doppiata da Elisabetta Spinelli.
Secondo Pink Ranger.

### Alleati
- Zordon (stagioni 1-3), interpretato da David Fielding, doppiato da Mario Zucca e Adolfo Fenoglio.
- Alpha 5 (stagioni 1-3), interpretato da Richard Wood, doppiato da Giorgio Ginex e Diego Sabre.
- Farkas "Bulk" Bulkmeier (stagioni 1-3), interpretato da Paul Schrier, doppiato da Marco Balzarotti.
- Eugene "Skull" Skullovitch (stagioni 1-3), interpretato da Jason Narvy, doppiato da Diego Sabre e Luca Semeraro.
- Ernie (stagioni 1-3), interpretato da Richard Genelle, doppiato da Luca Semeraro, Federico Danti e Aldo Stella.
- Ninjor (stagione 3), interpretato da Kurt Strauss, doppiato da Enrico Bertorelli.

### Zord

#### Dinozord
- Ultrazord
  - Titanus, robot brontosauro (costituisce la base)
  - Megadragonzord, costituito da:
    - Dragonzord, controllato da Tommy il Ranger Verde (costituisce le spalliere e il copricapo)
    - Megazord, a sua volta costituito da:
      - Tirannosauro Dinozord, controllato dal Ranger Rosso (costituisce il torso e la testa)
      - Smilodonte Dinozord, controllato dal Ranger Giallo (costituisce la gamba destra)
      - Triceratopo Dinozord, controllato dal Ranger Blu (costituisce la gamba sinistra)
      - Pterodattilo Dinozord, controllato dal Ranger Rosa (costituisce il pettorale)
      - Mammut Dinozord, controllato dal Ranger Nero (costituisce le braccia)

Combinazione alternativa
- Dragonzord in assetto da combattimento Dragonmegazord, costituito da:
  - Dragonzord (costituisce il torso e la testa)
  - Smilodonte Dinozord (costituisce la gamba destra)
  - Triceratopo Dinozord (costituisce la gamba sinistra)
  - Mammut Dinozord (costituisce le braccia)

#### Thunderzord
- Thunder Ultrazord:
  - Tor il veicolo zord, un robot tartaruga (costituisce la base)
  - Tigerzord, controllato dal Ranger Bianco, una tigre bianca che può trasformarsi in un robot dall'aspetto antropomorfo, armato di sciabola
  - Thunder Megazord, costituito da:
    - Drago Rosso Thunderzord, controllato dal Ranger Rosso, un drago volante che può trasformarsi in un robot dall'aspetto antropomorfo, armato di lancia
    - Thunderzord Squadra d'Assalto, a sua volta costituita da:
      - Grifone Thunderzord, controllato dal Ranger Giallo
      - Unicorno Thunderzord, controllato dal Ranger Blu
      - Uccello di Fuoco Thunderzord, controllato dal Ranger Rosa
      - Leone Thunderzord, controllato dal Ranger Nero

Prima combinazione
- Mega Thunderzord, costituito da:
  - Drago Rosso Thunderzord (trasformato nella versione antropomorfa, costituisce il corpo principale)
  - Grifone Thunderzord (costituisce lo stivale sinistro)
  - Unicorno Thunderzord (costituisce lo stivale destro)
  - Uccello di Fuoco Thunderzord (costituisce la cintura)
  - Leone Thunderzord (costituisce i copri braccia, il pettorale e l'elmo)

Combinazione alternativa
- Mega Tigerzord, costituito da:
  - Tigerzord (trasformato nella versione antropomorfa, costituisce il corpo principale)
  - Grifone Thunderzord (costituisce la gamba sinistra)
  - Unicorno Thunderzord (costituisce la gamba destra)
  - Uccello di Fuoco Thunderzord (costituisce la "protezione" lanciata dal braccio destro)
  - Leone Thunderzord (costituisce gli spallacci)

#### Ninjazord
- Ninja Ultrazord:
  - Titanus
  - Ninja Mega Falconzord costituito da:
    - Falconzord, controllato dal Ranger Bianco (costituisce le ali che si agganciano dietro l'Orso Ninjazord)
    - Ninja Megazord, a sua volta costituito da:
      - Scimmia Ninjazord, controllato dal Ranger Rosso (costituisce il braccio destro)
      - Orso Ninjazord, controllato dal Ranger Giallo (costituisce il busto)
      - Lupo Ninjazord, controllato dal Ranger Blu (costituisce il braccio sinistro)
      - Airone Ninjazord, controllato dal Ranger Rosa (costituisce la testa)
      - Rana Ninjazord, controllato dal Ranger Nero (costituisce le gambe e il bacino)

#### Shogunzord
- Shogun Ultrazord:
  - Titanus
  - Shogun Mega Falconzord, costituito da:
    - Falconzord, controllato dal Ranger Bianco
    - Shogun Megazord, a sua volta costituito da:
      - Rosso Shogunzord, controllato dal Ranger Rosso (costituisce il torso e la testa)
      - Giallo Shogunzord, controllato dal Ranger Giallo (costituisce la gamba destra)
      - Blu Shogunzord, controllato dal Ranger Blu (costituisce il braccio destro)
      - Bianco Shogunzord, controllato dai Ranger Bianco e Rosa (costituisce il braccio sinistro)
      - Nero Shogunzord, controllato dal Ranger Nero (costituisce la gamba sinistra)

### Nemici
- Rita Repulsa (stagioni 1-3), interpretata da Machiko Soga (stagione 1, riprese da Zyuranger) e da Carla Peréz (stagioni 2-3, riprese americane), doppiata in originale da Barbara Goodson e in italiano da Caterina Rochira.
È una strega galattica imprigionata diecimila anni prima dell'inizio della storia da Zordon in un cassonetto spaziale sulla luna. Casualmente, degli astronauti la liberano e da allora tenterà di conquistare la Terra, scontrandosi con i Ranger; con il ritorno del suo superiore (Lord Zedd) passerà in secondo piano per tutta la 2ª stagione, finché non riuscirà a farlo innamorare di sé con un filtro magico e sposarlo. Alla fine di Power Ranger in Space diventerà umana con il suo compagno;
- Lord Zedd (stagioni 2-3), interpretato da Ed Neil, doppiato in originale da Robert Axelrod e in italiano da Giovanni Battezzato, Mario Scarabelli e Tony Fuochi.
Alleato e superiore di Rita, le affidò l'incarico di conquistare la Terra prima di partire per lo spazio per le sue conquiste, appare nella 2ª stagione dove punisce i fallimenti di Rita rimpicciolendola e rimettendola nel cassonetto spaziale. In seguito s'innamorerà tramite un filtro di lei e si sposeranno. Alla fine di Power Ranger in Space diventerà umano con la sua compagna.
- Goldar (stagioni 1-3), interpretato da Kerrigan Mahan, doppiato da Marco Pagani.
L'ufficiale in comando delle forze di Putties e dei mostri di Rita e Zedd, sembra essere sottoposto più a quest'ultimo che a lei, che difatti durante il periodo in cui era Rita a comandare lo privò delle ali. Molto arrogante e sospettoso, trova alquanto strano l'innamoramento del suo signore per Rita.
- Baboo (stagioni 1-3), interpretato da Dave Mallow, doppiato da Alberto Olivero.
- Squatt (stagioni 1-3), interpretato da Michael Sorich, doppiato da Aldo Stella.
- Finster (stagioni 1-3), interpretato da Robert Axelrod, doppiato da Mario Scarabelli, Maurizio Scattorin e Federico Danti.
Il creatore di mostri asservito a Rita, è un eccentrico artista che crea opere di argilla a cui da poi la vita tramite un particolare macchinario nel suo laboratorio. S'intende inoltre di altre specialità; è difatti lui a creare il filtro che fa innamorare Zedd di Rita e una lozione per far sembrare più giovane e bella lei.
- Scorpina (ricorrente stagione 1, guest star stagione 2), interpretata da Ami Kawai (riprese da Zyuranger) e da Sabrina Lu (stagione 2, riprese americane), doppiata in originale da Wendee Lee e in italiano da Federica Valenti. 
Risvegliata da Rita Repulsa durante il periodo in cui Tommy era sotto il controllo della strega. A differenza degli altri seguaci di Rita ha un aspetto umano, ma assume fattezze mostruose quando viene ingigantita. Essendo un personaggio che appare solo nelle riprese provenienti da Zyuranger esce di scena dopo la prima stagione senza spiegazioni, salvo apparire in un singolo episodio della seconda stagione.
Nella serie originale la Scorpina giapponese (Laimi) è moglie di Goldar (Grifonzer).
- Rito Revolto (stagione 3), interpretato da Bob Papenbrook, doppiato da Riccardo Peroni.
Fratello di Rita, viene introdotto all'inizio della Stagione 3. Ha l'aspetto di un soldato scheletrico.
- Master Vile (stagione 3), interpretato da Tom Wyner, doppiato da Antonio Paiola.
Padre di Rita e Rito, viene introdotto nelle ultime puntate della stagione 3.

#### Putties
Sono guerrieri di infimo livello alle dipendenze di Rita Repulsa, creati da Finster che li plasma dalla creta (come fa per i mostri di Rita). Come aspetto, hanno il corpo grigio con le mani simili a roccia e con le facce pallide e rugose. Appaiono ogni qual volta sia in arrivo un mostro più potente e vengono puntualmente sconfitti dai Power Rangers: sono infatti dotati di scarse abilità di combattimento e ancor minore intelligenza, non possiedono inoltre capacità individuali ma in genere agiscono come gruppo cercando di attaccare in molti per indebolire o distrarre i Rangers. Quando hanno subito troppi danni a causa dei colpi, la loro energia si esaurisce e scompaiono.

#### Z-Putties
I Putties vengono sostituiti dagli Z-Putties, creati da Lord Zedd che poi fornisce loro energia tramite il suo scettro. Come aspetto sono simili ai Putties solo che hanno il corpo più chiaro. Sono più forti dei putties e dotati di maggiore spirito individuale. Riescono a mettere in crisi i Rangers nella prima puntata della seconda serie, in quanto si dimostrano resistenti a qualsiasi attacco, almeno finché non viene scoperto il loro punto debole: lo Z-Plate, ovvero la grossa piastra con incisa la Z che portano sul petto che è la fonte della loro energia: difatti, l'unico modo per sconfiggere gli Z-Putties è quello di colpire duramente lo Z-Plate al centro del petto. Così facendo, lo Z-Putty subisce uno shock e perde ogni capacità di reazione e dopo pochi istanti il suo corpo, lanciando un lampo luminoso, si spezza in più parti che infine svanisce in polvere.

#### Tengu
Dalla stagione 3 rimpiazzano i Putties nel loro ruolo di soldati semplici. Nati da una covata di uova che Rito ha fatto dono a sua sorella, si rivelano avversari decisamente più ostici dei loro predecessori.

## Produzione

### Casting
Nel 1994 recitò una parte muta l'allora quattordicenne Skylar James Deleon, che in seguito diverrà un noto pluriomicida statunitense condannato nel 2008 alla pena capitale.
Durante la seconda stagione sono state usate diverse scene già registrate nella prima stagione. Tale espediente fu necessario in quanto Austin St. John, Walter Emanuel Jones e Thuy Trang si rifiutarono di riprendere i propri ruoli a causa di disaccordi economici con la produzione, che fu costretta a sostituire i tre con nuovi personaggi.

### Riprese
Fra le principali location per le riprese della serie si possono ricordare:
- il Brandeis-Bardin Institute di Simi Valley, per gli esterni del centro di comando (per la parte desertica che circonda l'edificio venne sovrapposta una porzione di un paesaggio di Sydney;
- il Placerita Canyon State Park di Newhall ed il Kenneth Hahn State Recreation Area di Los Angeles, utilizzati per il fittizio parco di Angel Grove;
- il Lago Castaic, ribattezzato nella serie come lago di Angel Grove;
- il Frank G. Bonelli Regional Park ed il Puddingstone Reservoir a San Dimas, principalmente sfruttate come area di balneazione di Angel Grove;
- la Ulysses S. Grant High School di Van Nuys, per gli esterni della scuola frequentata dai protagonisti.

## Distribuzione

### In Italia
La sigla italiana della serie è la canzone Power Rangers, musica di Carmelo Carucci e testo di Alessandra Valeri Manera, interpretata da Marco Destro.

#### Home video
Durante la trasmissione della serie furono stampate dalla PolyGram le VHS delle prime due stagioni, con due episodi ciascuna. Dal 2006 la serie è stata pubblicata in DVD da SpreaStore, con cinque episodi ciascuno.